# هانس-گئورگ فون فریدبورگ
هانس-گئورگ فن فریدبورگ (به آلمانی: Hans-Georg von Friedeburg) (زاده ۱۵ ژوئیه ۱۸۹۵ _ مرگ ۲۳ می ۱۹۴۵) یک دریابد آلمانی و آخرین فرمانده نیروی دریایی آلمان نازی (کریگسمارینه) بود.